# Saint-Méloir-des-Ondes
Saint-Méloir-des-Ondes (en bretó Sant-Meleg, en gal·ló Saint-Mleï) és un municipi francès, situat a la regió de Bretanya, al departament d'Ille i Vilaine. L'any 2006 tenia 3.433 habitants. Limita amb els municipis de Saint-Malo, Saint-Coulomb, Cancale i La Gouesnière.

## Demografia
| 1962                                       | 1968  | 1975  | 1982  | 1990  | 1999  |
| ------------------------------------------ | ----- | ----- | ----- | ----- | ----- |
| 2.413                                      | 2.486 | 2.320 | 2.322 | 2.588 | 2.995 |
| Des de 1962: població sense dobles comptes |       |       |       |       |       |

## Administració
| Període | Identitat    | Partit |
| ------- | ------------ | ------ |
| 2008-   | René Bernard |        |